# Convenția privind diversitatea biologică
Convenția privind diversitatea biologică (CBD), cunoscută informal sub numele de Convenția privind biodiversitatea, este un tratat multilateral. Convenția are trei obiective principale: conservarea diversității biologice (sau a biodiversității); utilizarea durabilă a componentelor sale; și partajarea corectă și echitabilă a beneficiilor rezultate din resursele genetice. Obiectivul său este de a dezvolta strategii naționale pentru conservarea și utilizarea durabilă a diversității biologice și este adesea văzut ca documentul cheie privind dezvoltarea durabilă.